# Édouard Hentsch
Pour les articles homonymes, voir Hentsch.
Edouard Hentsch (10 juillet 1829, Sécheron - 10 octobre 1892, Paris) est un banquier suisse.

## Biographie
D'une famille protestante de banquiers suisses, fils d'Albert Hentsch,,, petit-fils de Henri Hentsch et de Jean-Louis Viollier, il s'établit à Londres en 1852 pour y pratiquer le négoce et la banque. Associé et administrateur de la banque parisienne Hentsch & Cie (en), il est président du Comptoir national d'escompte de Paris.
En 1863, il prend part à la création de la Banque de crédit et de dépôt des Pays-Bas, dont il devient membre du comité de la succursale de Paris, puis, en 1864, il prend part à la création de la Société générale, dont il est membre du conseil d'administration jusqu'en 1870. En effet, Édouard Hentsch est l'un des quinze fondateurs et premiers membres du conseil d'administration (chacun propriétaire de 200 actions) de la Société générale avec Louis-Raphaël Bischoffsheim, Edward Blount, Meyer-Joseph Cahen d'Anvers, Henry Davillier, Alphonse Pinard, Guillaume Denière, Victor Fère, Alfred Le Roux, Louis Philippe Lucy-Sédillot, François Bartholoni, Eugène Schneider, Paulin Talabot, Basile Parent, Édouard Hentsch et Samuel Laing.
Il préside le Crédit foncier colonial à partir de 1876.
Il devient avec Alfred André administrateur majoritaire de la Société des eaux minérales d'Évian.
Lors de la fusion en 1872 de Banque de Crédit et de Dépôts des Pays-Bas avec la Banque de Paris en Banque de Paris et des Pays-Bas, Édouard Hentsch en devint administrateur.
Il est le premier président de la Banque de l'Indochine de 1875 à 1889. Au cours de son mandat, il instaure les services parisiens et développe l'établissement en Asie-Pacifique avec des succursales à Saïgon (1875), Pondichéry (1877), Haïphong (1885), Hanoï (1886) et Nouméa (1888).
Cofondateur de la Compagnie de construction et d'exploitation des Chemins de fer de l'État serbe, il en préside le conseil d'administration. Il est également administrateur de la Société générale algérienne, puis de son héritière la Compagnie Algérienne.
À la suite du krach du cuivre, il doit abandonner ses présidences et ses postes d'administrateurs, et meurt ruiné en 1892.

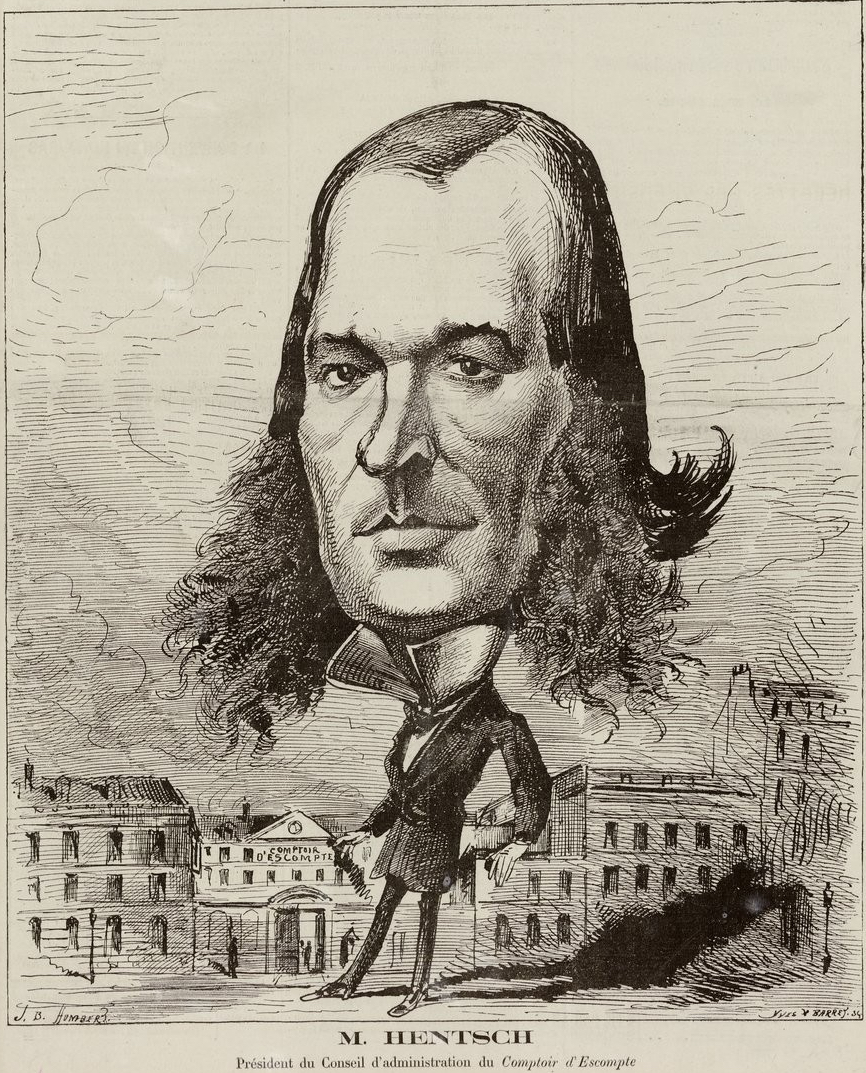
Caricature représentant Édouard Hentsch, dans le journal satirique Comic-Finance (1873).

Il est enterré au cimetière du Père-Lachaise (55e division).

### Sources
- Hubert Bonin, Histoire de la Société générale, Volume 1, 2006
- Robert Hentsch, Hentsch, banquiers à Genève et à paris au XIXe siècle, 1996
- Pierre Girard, Hentsch et Cie, 1796-1946, 1947
- Robert Hentsch, De mère en fille. Histoire des familles Hoskier, Appert, Girod, Hentsch, 1997
- Dominique Barjot, "Édouard Hentsch (1829-1892)", in: Les patrons du Second Empire: Banquiers et financiers parisiens, 2002